# Australia en los Juegos Olímpicos de Vancouver 2010
Australia estuvo representada en los Juegos Olímpicos de Vancouver 2010 por un total de 40 deportistas que compitieron en 11 deportes.  
La portadora de la bandera en la ceremonia de apertura fue la deportista de snowboard Torah Bright.

## Medallistas
El equipo olímpico australiano obtuvo las siguientes medallas:
| Nombre          | Deporte          | Competición   |
| --------------- | ---------------- | ------------- |
| Oro             |                  |               |
| Lydia Lassila   | Esquí acrobático | Salto aéreo F |
| Torah Bright    | Snowboard        | Halfpipe F    |
| Plata           |                  |               |
| Dale Begg-Smith | Esquí acrobático | Baches M      |
| Bronce          |                  |               |
| —               |                  |               |